# (400126) 2006 UP105
(400126) 2006 UP105 es un asteroide perteneciente al cinturón de asteroides, descubierto el 3 de octubre de 2006 por el equipo del Mount Lemmon Survey desde el Observatorio del Monte Lemmon, Arizona, Estados Unidos.

## Designación y nombre
Designado provisionalmente como 2006 UP105.

## Características orbitales
2006 UP105 está situado a una distancia media del Sol de 2,706 ua, pudiendo alejarse hasta 2,987 ua y acercarse hasta 2,425 ua. Su excentricidad es 0,103 y la inclinación orbital 9,200 grados. Emplea 1626,61 días en completar una órbita alrededor del Sol.

## Características físicas
La magnitud absoluta de 2006 UP105 es 17.